# Antoine II Coëffier de Ruzé d'Effiat
Vous lisez un « bon article » labellisé en 2022.
Pour les autres membres de la famille, voir Famille Ruzé.
Ne pas confondre avec son grand-père et homonyme Antoine Coëffier de Ruzé d'Effiat.
Antoine Coëffier (ou Coiffier) de Ruzé (ou Coiffier-Ruzé), marquis d'Effiat est un aristocrate français né en 1638 ou 1639 et mort à Paris en juin 1719. Grand seigneur possessionné en Auvergne, dans le Val de Loire et en région parisienne, il est membre de la cour à Versailles et pratique assidûment la chasse sur ses terres et celles de la maison d'Orléans.
Membre de la maison des deux ducs d'Orléans successifs, il a une réputation sulfureuse à cause des relations qu'il entretient avec eux. Faisant partie du groupe d'homosexuels favoris de Monsieur, il participe à différentes intrigues, notamment contre les deux femmes successives de Monsieur. Des membres de la cour le soupçonnent d'avoir empoisonné la première femme de celui-ci, Henriette d'Angleterre, et il est un ennemi de la seconde, la princesse palatine Élisabeth-Charlotte de Bavière. Elle refuse qu'il soit le gouverneur de son fils, le futur Régent. Il joue néanmoins un rôle dans la conclusion du mariage de celui-ci avec Mademoiselle de Blois et devient un de ses « roués », compagnons de débauche lors des fameux « petits soupers ». Le marquis d'Effiat est détesté par Saint-Simon.
Pendant la polysynodie, il est vice-président du conseil de finances puis membre du conseil de Régence. Il fonde le collège royal militaire d'Effiat et des hospices à Chilly et à Montrichard. Il meurt sans enfant et cette branche de la famille Coëffier de Ruzé s'éteint avec lui.

## Biographie

### Une famille illustre
Antoine II Coëffier de Ruzé, marquis d'Effiat , né en 1638 ou 1639, est le fils de Martin Coëffier de Ruzé, marquis d'Effiat (1612-1644) et d'Isabeau d'Escoubleau de Sourdis (morte en 1644), mariés en 1637. Il est ainsi le neveu du marquis de Cinq-Mars, favori de Louis XIII, exécuté en 1642 pour conspiration contre Richelieu, et le petit-fils de son homonyme Antoine Coëffier de Ruzé, surintendant des finances et maréchal de France.
Le marquis d'Effiat est orphelin très tôt, à 5 ou 6 ans, et seule survit sa grand-mère Marie de Fourcy, épouse d'Antoine Coëffier de Ruzé, par laquelle il est lié à la puissante famille ministérielle des Phélypeaux et au ministre Claude Le Peletier, qui achète en 1696 l'hôtel d'Effiat, ancien hôtel particulier parisien de la famille.
Il se marie le 2 mai 1660 avec Marie-Anne Olivier de Leuville, née en 1637 ou 1638, fille de Louis Olivier marquis de Leuville, lieutenant général des armées du roi, et de son épouse Anne Morand. Marie-Anne Olivier de Leuville meurt le 21 février 1684, sans enfant. Ensuite, le marquis d'Effiat ne se remarie pas.

### Grand seigneur et courtisan
Antoine II Coëffier de Ruzé est marquis d'Effiat, seigneur de Vichy, de Longjumeau, de Gannat, de Montrichard et de Chilly. Il est seigneur de Crocq de 1668 à 1701, date à laquelle il vend cette baronnie à François du Ligondès.

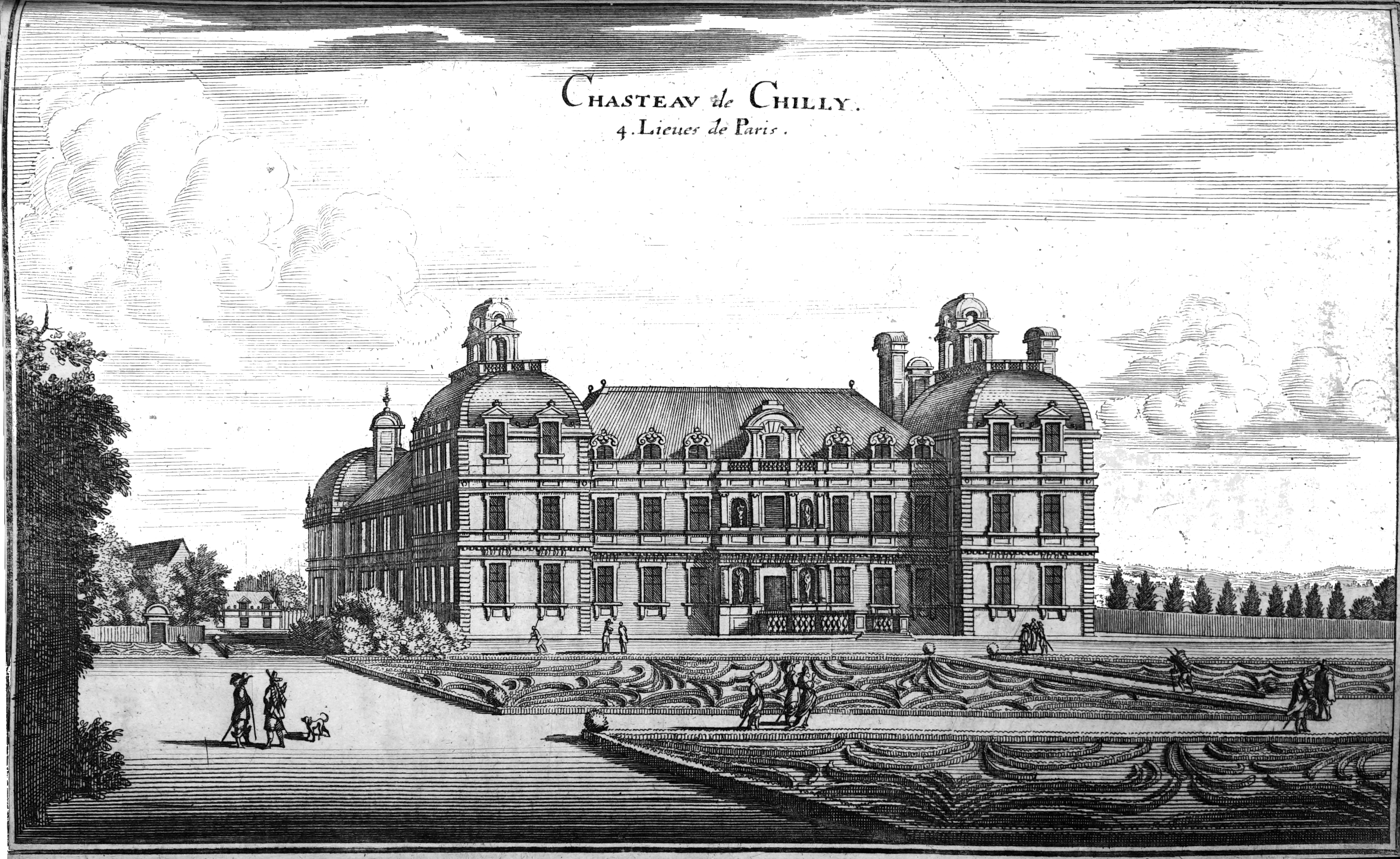
Le château de Chilly en 1657. Extrait de la Topographia Galliæ.

C'est son grand-père et homonyme, Antoine Coëffier de Ruzé d'Effiat, qui obtient en 1624 l'érection de Chilly et Longjumeau en marquisat et lance ensuite la construction du château de Chilly, poursuivie par sa veuve, Marie de Fourcy. Louis XIV y passe quelques nuits pendant la jeunesse du marquis d'Effiat. De sa mère, Antoine II Coëffier de Ruzé d'Effiat a hérité de la seigneurie de Montrichard. Il y organise des chasses auxquelles il donne un éclat particulier.
Le marquis d'Effiat entre au milieu des années 1660 dans la maison de Monsieur (Philippe d'Orléans), frère de Louis XIV, et il y obtient les charges enviables de premier écuyer et de grand veneur. Sa femme, Marie-Anne Olivier de Leuville, devient gouvernante des enfants de Monsieur en décembre 1679, mais occupe peu de temps cette charge puisqu'elle meurt en février 1684.
Monsieur nomme le marquis d'Effiat gouverneur de ses châtellenies de Dourdan et de Montargis. Effiat devient gouverneur de cette dernière ville vers 1691 et le reste jusqu'à sa mort en 1719. Il aime y séjourner et, comme à Montrichard, chasser dans la forêt de Montargis, comme le souligne Saint-Simon, qui ne l'aime pas et méprise ses origines familiales, de trop récente noblesse selon lui :

« Effiat vivoit garçon, fort riche, fort peu accessible, aimant fort la chasse, et disposant de la meute de Monsieur, et après lui [de celle] de M. le duc d’Orléans, qui ne s’en servoient point ; six ou sept mois de l’année à Montargis, ou dans ses terres presque seul, et ne voyant que des gens obscurs, fort particulier, et obscur aussi à Paris, avec des créatures de même espèce ; débuchant parfois en bonne compagnie courtement, car il n’étoit bien qu’avec ses grisettes et ses complaisants. C’étoit un assez petit homme, sec, bien fait, droit, propre, à perruque blonde, à mine rechignée, fort glorieux, poli avec le monde, et qui en avoit fort le langage et le maintien. »

Fontenelle semble avoir une tout autre opinion du marquis d'Effiat. En effet, en 1692, le Recueil des plus belles pièces des poètes français tant anciens que modernes, dont Fontenelle est très certainement l'auteur, est dédié au marquis d'Effiat. Cette dédicace affirme qu'Effiat est « l'homme du monde le plus capable de [...] connoistre toutes les beautez [de ce livre] ». Plus loin, l'auteur précise :

« Je ne songe icy qu'à la justesse de votre discernement & à la finesse de vostre goust [...]. Quelques uns des plus agréables Auteurs qui entrèrent dans ce Recueil ont eu l'honneur d'estre en société particulière avec vous & je vous dois mesme la plus grande partie de leurs Ouvrages, qu'ils avoient faits pour vous ou qu'ils vous avoient confiez. »

Le marquis d'Effiat est un courtisan, logé au château de Versailles, dans l'aile des princes, dans un appartement de cinq pièces complété par trois pièces au-dessus. Ces appartements sont ensuite attribués au valet de chambre de Louis XIV, Alexandre Bontemps. Le 31 décembre 1688, Effiat est fait chevalier des ordres du roi, c'est-à-dire chevalier de l'ordre du Saint-Esprit, dans une promotion très nombreuse,. La cérémonie de remise de la décoration a lieu le 1er janvier 1689. Cette promotion indique qu'il est apprécié de Louis XIV.

### Favori de Monsieur et accusé d'empoisonnement

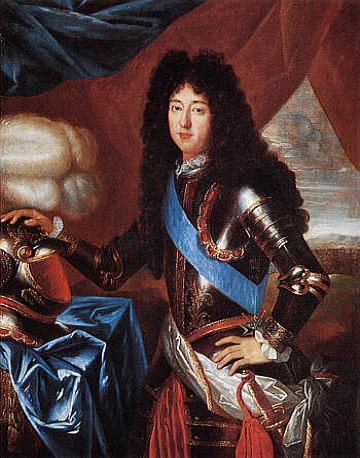
Portrait de « Monsieur », Philippe d'Orléans (1640-1701) par Henri Gascar, musée des Beaux-Arts d'Orléans.

Avec le chevalier de Lorraine, Effiat est un des principaux favoris de Monsieur, dont l'homosexualité (terme anachronique) est notoire,. Si le chevalier de Lorraine est le principal amant du duc d'Orléans, cette relation n'est pas exclusive et le duo se transforme parfois en trio avec le marquis d'Effiat. La présence d'autres favoris engendre des disputes et des réconciliations, décrites de manière cocasse par Madame de Sévigné, dans ses lettres à sa fille du 9 août 1675, du 12 août 1675 et du 28 août 1675. On y voit le chevalier de Lorraine, fâché, se réfugier chez le marquis d'Effiat à Chilly avant de revenir à la cour, sur les instances d'Effiat. Le spécialiste de Saint-Simon Damien Crelier considère que ce groupe de favoris, dont le marquis d'Effiat, est composé d'homosexuels par opportunisme.

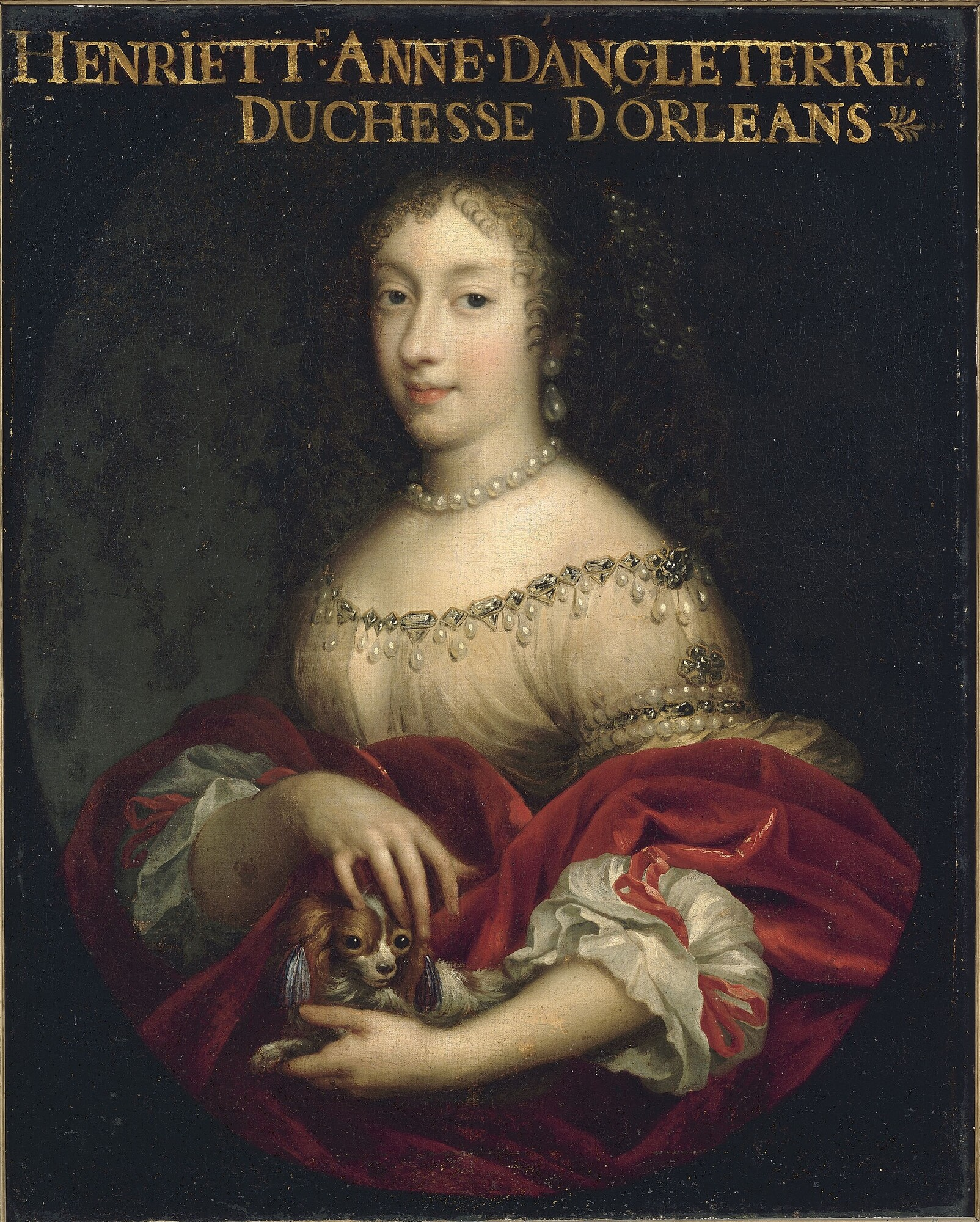
Portrait de Henriette d'Angleterre, épouse de Philippe d'Orléans (1640-1701), attribué à Jean Nocret. 73 x 62 cm, Château de Versailles.

Les favoris de Monsieur intriguent contre la première femme du duc d'Orléans, Henriette d'Angleterre. Quand elle meurt subitement à 26 ans en 1670, l'idée qu'elle a été empoisonnée, comme Henriette l'affirme elle-même avant de mourir, semble s'imposer à la cour. Louis XIV ordonne l'autopsie de la princesse et le rapport des médecins permet de conclure à une mort naturelle. L'empoisonnement n'est pas prouvé et, malgré plusieurs hypothèses, on ignore toujours les causes précises de cette mort.
Cependant, la rumeur persiste et désigne le marquis d'Effiat comme l'assassin. Dans ses Mémoires, Saint-Simon la reprend à son compte, affirmant la tenir du procureur général Joly de Fleury. Saint-Simon rappelle que le chevalier de Lorraine avait été exilé par le roi et que les favoris de Monsieur s'inquiétaient de la faveur d'Henriette d'Angleterre auprès du roi. Le marquis d'Effiat aurait mêlé du poison à l'eau de chicorée bue par la princesse. Pour savoir la vérité, Louis XIV aurait interrogé Purnon, premier maître d'hôtel de Madame, qui aurait accusé le chevalier de Lorraine d'être responsable de l'empoisonnement. Dès le XVIIIe siècle, Marmontel, historiographe du roi, se méfie de cette affirmation de Saint-Simon. Pour lui : « rien, dans ce récit, n'est croyable ».
La persistance de cette rumeur s'inscrit dans le contexte de l'affaire des poisons et plus précisément des crimes par empoisonnement commis quelques années après la mort d'Henriette d'Angleterre par la marquise de Brinvillers, le poison étant considéré depuis l'Antiquité comme une arme féminine par excellence.
En sus de cette accusation, Saint-Simon dépeint le marquis d'Effiat comme un intrigant sans scrupule, tout en faisant une allusion discrète à son homosexualité :

« Il faut savoir que le marquis d’Effiat étoit un homme de beaucoup d’esprit et de manège, qui n’avoit ni âme ni principes, qui vivoit dans un désordre de mœurs et d’irréligion public, également riche et avare, d’une ambition qui toujours cherchoit par où arriver, et à qui tout étoit bon pour cela, insolent au dernier point avec M. le duc d’Orléans même qui, du temps qu’avec le chevalier de Lorraine, dont il étoit l’âme damnée, il gouvernoit Monsieur, sa cour et souvent ses affaires, à baguette, s’étoit accoutumé à le craindre et à admirer son esprit. »

### Ennemi de la princesse palatine

Portrait de la princesse palatine, Élisabeth-Charlotte de Bavière (1652-1722) par Constantijn Netscher, château de Blois.

En 1716, presque cinquante ans après la mort d'Henriette d'Angleterre, la princesse palatine, seconde femme de Monsieur et ennemie intime du marquis d'Effiat, revient sur ces mêmes accusations. Les favoris de Monsieur auraient empoisonné sa première femme sans lui en parler, par crainte de ses bavardages. Monsieur était en effet réputé manquer de discrétion et aimer le bavardage. On lui attribuait ainsi des défauts considérés comme féminins parce qu'il était jugé efféminé. Plus précisément, selon la princesse palatine, le marquis d'Effiat aurait eu l'habileté d'empoisonner la tasse personnelle de la princesse, à laquelle personne d'autre ne touchait, et non pas l'eau de chicorée qu'elle contenait, susceptible d'être consommée ensuite par d'autres personnes.
En effet, le duc d'Orléans se remarie en 1671 avec la princesse palatine. Le marquis d'Effiat continue à exercer une influence importante sur le duc d'Orléans et ses rapports avec la seconde femme de celui-ci sont aussi difficiles qu'avec la première. Il pratique une sorte de harcèlement moral envers la nouvelle épouse de Monsieur, avec le chevalier de Lorraine et une femme - qui tente de se faire passer pour la maîtresse de Monsieur - appelée Mademoiselle puis Madame de Grancey. Cette dernière est Elisabeth Rouxel de Médavy (1653-1711), fille du maréchal de Grancey. En 1682, ils essayent de discréditer la princesse palatine auprès de son mari en colportant la rumeur qu'elle a une liaison amoureuse, et elle doit s'en défendre.
En 1689, Monsieur pense confier la charge de gouverneur de son fils, le duc de Chartres, futur duc d'Orléans et Régent, au marquis d'Effiat. Pour la princesse palatine, il est insupportable que celui qu'elle considère comme un dépravé soit responsable de l'éducation de son fils. Elle refuse et, devant l'entêtement de son mari, intervient auprès de Louis XIV. Avec franchise et humour, elle relève les conséquences de la rumeur d'empoisonnement : « Qu'elle soit vraie ou fausse, cette accusation constitue un beau titre d'honneur pour lui confier mon fils », écrit-elle. Elle craint aussi que le marquis initie son fils :
De fait, ce projet a parfois été interprété, à tort, comme une volonté cachée d'orienter le jeune duc de Chartres vers l'homosexualité. Finalement le roi rassure la princesse palatine en lui affirmant qu'il n'est pas question de nommer Effiat gouverneur de son neveu le duc de Chartres.
Louis XIV utilise néanmoins l'influence du marquis d'Effiat sur le duc d'Orléans pour convaincre celui-ci de marier le duc de Chartres avec Mademoiselle de Blois, fille légitimée de Louis XIV et de la marquise de Montespan. Ce mariage a lieu en 1692, malgré le désaccord de la princesse palatine pour qui le mariage de son fils avec une bâtarde, fût-elle royale, est une déchéance. Elle essaye de l'empêcher, sans succès. Une fois la décision imposée par le roi, elle manifeste publiquement son opposition et est pour cette raison exclue de l'entourage royal. Le monarque est reconnaissant au marquis d'Effiat d'avoir facilité ce mariage, selon Saint-Simon :

« Avec tant de vices si opposés au goût et au caractère du Roi et de Madame de Maintenon, il en était bien voulu et traité avec distinction, parce qu'il avait eu part avec le chevalier de Lorraine à réduire Monsieur au mariage de monsieur son fils. »

En somme, Saint-Simon et la princesse palatine, qui divergent sur bien d'autres points, ont en partage la même aversion pour le chevalier de Lorraine et le marquis d'Effiat. Pour Saint-Simon, les relations homosexuelles, l'usage du poison et le soutien à une bâtarde, même royale, s'associent et font sens dans le registre de l'impur. Pour la princesse palatine, les favoris de son mari font obstacle à sa relation entre elle et lui, et elle souffre de cette relation incomplète. Et contrairement à Saint-Simon, elle ne pratique pas l'allusion, qualifiant le marquis d'Effiat de « plus grand sodomite de France ».

### Roué du Régent et membre de la polysynodie

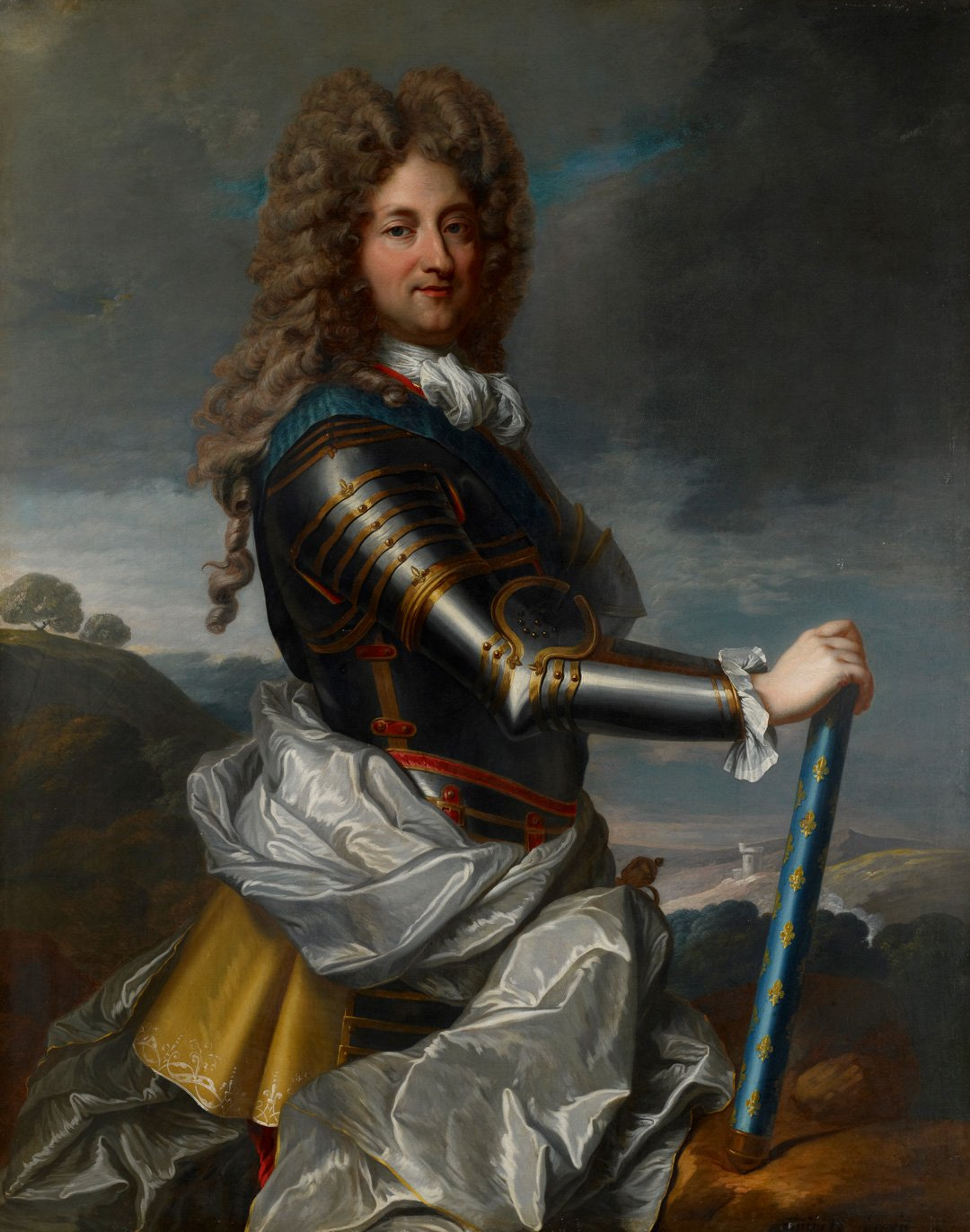
Portrait de Philippe d'Orléans (1674-1723), Régent de France, par Jean-Baptiste Santerre, Birmingham Museum and Art Gallery, vers 1710-1717.

Après la mort de Monsieur en 1701, le nouveau duc d'Orléans, futur Régent, reste lié avec les amis de son père, dont le marquis d'Effiat. Ce dernier, avec l'abbé de Grancé, le marquis de Nesle, François-Antoine de Simiane d'Esparron, Alexandre-Philippe de Conflans et d'autres, devient un des « roués », un des compagnons de soirée du nouveau duc d'Orléans, notamment lors des fameux « petits soupers », où les convives mangent, boivent et s'amusent beaucoup. Sous la Régence, le marquis d'Effiat continue à participer à ces fêtes, avec d'autres convives qui s'y ajoutent. Jusqu'où va cette débauche sur laquelle beaucoup de bruits circulent ? Les sources ne permettent pas de l'affirmer précisément, mais, malgré la légende noire, on est probablement plus proche du salon aristocratique que de l'orgie.

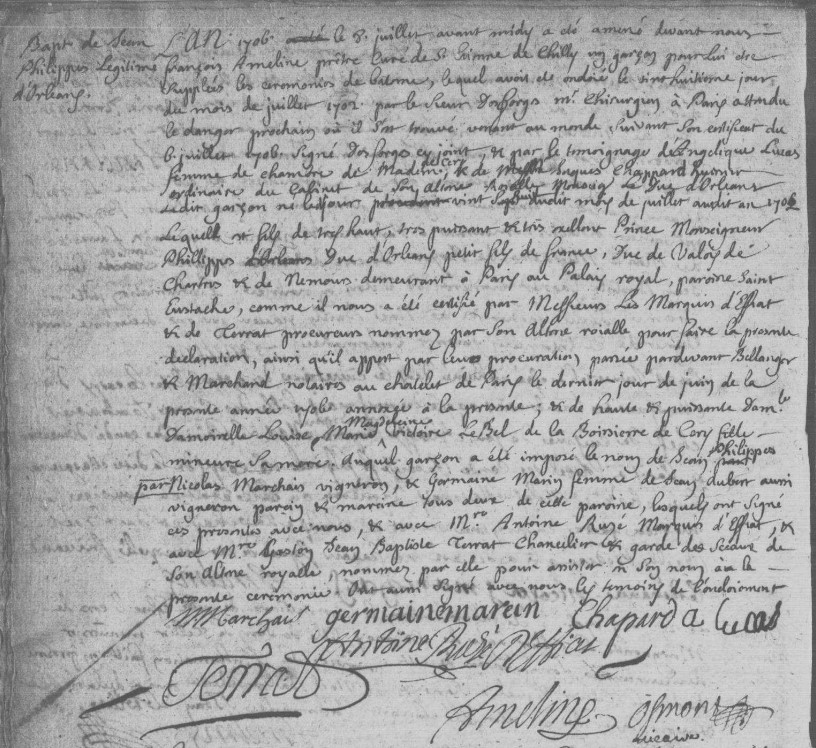
Acte de baptême de Jean Philippe d'Orléans (Chilly, 8 juillet 1706), portant la signature du marquis d'Effiat.

Le marquis d'Effiat rend des services à son protecteur. On le voit en 1706 attester qu'un enfant, mis au monde en 1702 par Madeleine Le Bel de La Boissière de Séry, fille d'honneur de la duchesse d'Orléans, est bien le fils naturel du duc d'Orléans. Cet enfant est baptisé à Chilly en 1706 sous le nom de Jean Philippe d'Orléans, et reconnu par son père.
À la mort de Louis XIV en septembre 1715 et l'instauration de la Régence, le marquis d'Effiat tente sans succès d'user de son influence pour conserver à son parent Jérôme Phélypeaux de Pontchartrain ses charges de secrétaire d'État à la Marine et à la Maison du Roi. Il échoue, mais ses efforts participent à la transmission d'une partie des charges de Jérôme de Pontchartrain à son jeune fils, Maurepas.
Le 19 septembre 1715, dans le cadre du système de la polysynodie, le marquis d'Effiat devient vice-président du Conseil de finances, sans avoir de qualification en ce domaine. Le duc d'Orléans le récompense ainsi de sa fidélité. Ce titre de vice-président lui permet d'avoir la prééminence sur les autres conseillers, mais il ne signifie pas qu'il y ait un travail particulier à mener. Il siège avec assiduité au Conseil de finances, avant de le quitter quand il est nommé en octobre 1716 au Conseil de régence, où il n'est pas non plus particulièrement actif. Il participe néanmoins au comité de réforme financière dirigé par le duc de Noailles en 1717. Le marquis d'Effiat est surtout présent symboliquement dans ces instances, sans y accomplir de tâche. Toujours en 1717, il est également membre d'un comité informel qui réfléchit, sous la présidence du Régent, à la politique à mener face à la bulle Unigenitus. Il est particulièrement attaché au gallicanisme.

### Fondateur de l'école militaire d'Effiat et d'hôpitaux

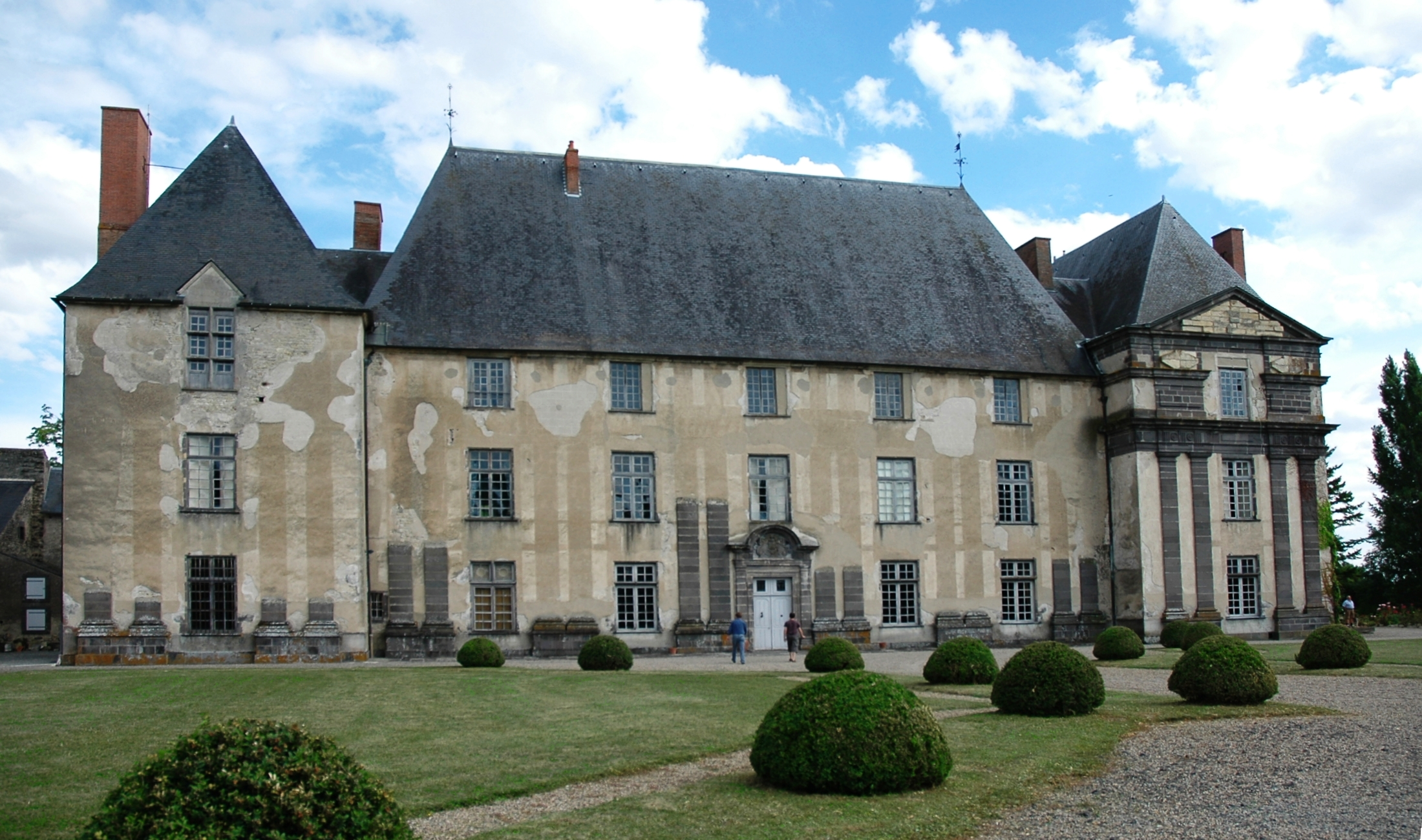
Château d'Effiat (Auvergne, actuellement Puy-de-Dôme).

En 1627, le grand-père et homonyme du marquis d'Effiat, Antoine Coëffier de Ruzé d'Effiat, avait installé les oratoriens à Effiat en faisant construire pour eux les bâtiments nécessaires et en les gratifiant d'un don important. Les oratoriens poursuivaient ainsi leur installation en Auvergne, où ils étaient déjà implantés, à Clermont et à Riom, depuis 1618.
En 1714, son petit-fils Antoine II leur fait deux legs importants. Il lègue 60 000 livres pour créer une école pour six gentilshommes pauvres d'Auvergne, à accueillir de l'âge de sept ans à l'âge de dix-huit ans et qui recevront des cours de littérature, philosophie, blason, géographie et mathématiques. Il fonde ainsi l'école royale militaire d'Effiat, qui durera jusqu'en 1793. Son élève le plus célèbre sera le général Desaix. Le second legs est de 50 000 livres pour accueillir et entretenir douze pauvres de la région.
La même année 1714, il fonde un hospice à Chilly et lui lègue 30 000 livres. Par testament, il fonde en 1719 un autre hôpital dans une autre de ses seigneuries, Montrichard. Il lui lègue sa maison et le dote de 20 000 livres.
Le marquis d'Effiat meurt à Paris en juin 1719, le 2 ou le 3, sans postérité. La princesse palatine écrit :

« Hier mourut à Paris un octogénaire. Dieu veuille lui pardonner le mal qu'il m'a fait pendant les trente ans que j'ai vécu avec mon seigneur. C'est le marquis d'Effiat. »

Il est inhumé dans l'église d'Effiat sauf son cœur qui est inhumé à Chilly. Cette branche de la famille Coëffier de Ruzé s'éteint avec lui et son héritage passe à la famille des ducs de Mazarin.

## Armoiries et décoration

### Blason
| Blason | Blasonnement : De gueules, au chevron fascé-ondé d'argent et d'azur de six pièces, acc. de trois lions d'or. (armes de Mathieu Ruzé, reprises par Antoine Coëffier), |

Sur ces armoiries, le chevron et l'orientation des lionceaux peuvent poser question. Le blason présenté ici est le plus probable.

### Décoration
Chevalier de l'ordre du Saint-Esprit (promotion du 31 décembre 1688, décoration remise le 1er janvier 1689)

### Sources datant de l'Ancien Régime
- Pères Anselme, Ange et Simplicien, et Honoré Caille du Fourny, Histoire généalogique et chronologique de la Maison royale de France, t. 6, Paris, Libraires associés, 1730 (lire en ligne), p. 482-486.
- Bernard Le Bouyer de Fontenelle, Recueil des plus belles pièces des poètes français tant anciens que modernes, 1692.
- Élisabeth-Charlotte de Bavière, Lettres de la Princesse Palatine (1672-1722).
- Marie de Rabutin-Chantal, Lettres de Madame de Sévigné (lire en ligne)
- Louis de Rouvroy de Saint-Simon, Mémoires, 1739-1749 (lire en ligne).
- Volumes consacrés à l'histoire de l'Ordre du Saint-Esprit. I-CXX « Minutes du Recueil pour servir à l'histoire de l'Ordre et des commandeurs, chevaliers et officiers de l'Ordre du Saint-Esprit, par Clairambault, » classées dans l'ordre chronologique. LVII Année 1688., vol. 57 : 1688 (lire en ligne), p. 8.

### Études
- Capitaine Bagès, « Histoire de l'école royale militaire d'Effiat », Bulletin historique et scientifique de l'Auvergne, 2e série,‎ 1902, p. 95-188 (lire en ligne).
- Lucien Bély, Les secrets de Louis XIV. Mystères d'État et pouvoir absolu, Paris, Tallandier, coll. « Texto », 2019 (1re éd. 2013), 728 p. (ISBN 979-10-210-3975-9).
- Damien Crelier, « Saint-Simon et le «goût italien» : l'homosexualité dans les Mémoires », Cahiers Saint-Simon, vol. 42, no 1,‎ 2014, p. 47–60 (lire en ligne).
- Alexandre Dupilet, La Régence absolue. Philippe d'Orléans et la polysynodie (1715-1718), Seyssel, Champ Vallon, coll. « époques », 2011, 437 p. (ISBN 978-2-87673-547-7)
- Alexandre Dupilet, Le Régent. Philippe d'Orléans l'héritier du Roi-Soleil, Paris, Tallandier, 2020, 495 p. (ISBN 979-10-210-0143-5).
- Charles Frostin, Les Pontchartrain, ministres de Louis XIV : Alliances et réseau d'influence sous l'Ancien Régime, Rennes, Presses universitaires de Rennes, coll. « Histoire », 2006, 597 p. (ISBN 978-2-7535-3211-3, lire en ligne).
- Abbé Labreuille, « Etude historique sur Montrichard et Nanteuil (suite) », Bulletin de la société académique du Centre, vol. 3,‎ 1897, p. 253-310 (lire en ligne)
- Emmanuel Le Roy Ladurie, « Auprès du roi, la Cour », Annales. Histoire, Sciences sociales, vol. 38, no 1,‎ février 1983, p. 21–41 (ISSN 0395-2649 et 1953-8146, lire en ligne).
- Daniel Plaisance, « Un gouverneur de Montargis, le marquis d'Effiat », Bulletin de la société d'émulation de l'arrondissement de Montargis,‎ 1985, p. 217-223 (lire en ligne).
- Léon Risch, « Le vieux Chilly », Revue de l'histoire de Versailles et de Seine-et-Oise,‎ 1934, p. 5-19, 106-128 (lire en ligne).
- (en) Jonathan Spangler, « The Chevalier de Lorraine as “Maître en Titre”. The Male Favourite as Prince, Partner and Patron », Bulletin du Centre de recherche du château de Versailles. Sociétés de cour en Europe, XVIe – XIXe siècle - European Court Societies, 16th to 19th Centuries,‎ 18 décembre 2017 (ISSN 1958-9271, lire en ligne).
- (en) Jonathan Spangler, Monsieur. Second Sons in the Monarchy of France, 1550–1800, Londres, Routledge, 2022, 354 p. (ISBN 978-1-000-48290-4, lire en ligne).
- Dirk Van der Cruysse, Madame Palatine, princesse européenne, Paris, Fayard, 1988, 748 p. (ISBN 978-2-213-02200-0, lire en ligne).